# Semeuse camée
Pour les articles homonymes, voir Semeuse.
Ne doit pas être confondu avec Semeuse lignée.
Le type Semeuse camée (ou à fond plein) est un timbre d'usage courant français émis à partir de 1906.

## Description
Ce timbre appartient à la famille plus générale des types Semeuse destinés aux envois postaux, dessinés par Oscar Roty : le motif représente une allégorie agraire, une femme appelée « La Semeuse », qui sème du grain à contre-vent. Cette allégorie était utilisée sur le revers des pièces de monnaie en argent françaises depuis 1897 (50 centimes, 1 et 2 francs) et sur le type Semeuse lignée dès 1903.
On qualifie cette Semeuse de « camée », et parfois d'« à fond plein » du fait que le motif de la Semeuse apparaît sur un fond uni (et non plus ligné), comme sur un camée.
La gravure du poinçon était censée être exécutée par Louis-Eugène Mouchon, mais celui-ci est remercié avant la finalisation de la version de 1907 et remplacé par Jean-Baptiste Lhomme : cependant, les mentions « O. Roty » et « L. Mouchon » restèrent imprimées au bas du timbre, sous le motif. Par la suite, la gravure est assurée, entre autres, par François Guillemain.

## La Semeuse camée avec sol (1906)

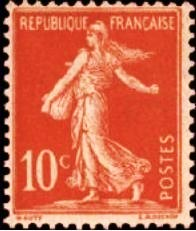
Le 10 centimes rouge 1906 : un timbre contrariant, à cause d'un petit détail...

La première Semeuse camée fut émise le 16 avril 1906 : l'allégorie repose sur un sol. Elle remplace le 15 centimes Semeuse lignée car le tarif lettre est abaissé de 5 centimes.
- 10 centimes rouge[1], avec sol

Le sol fut supprimé le 28 juillet 1906, ainsi que l'armature du sac qui dépassait au niveau de la poitrine (certains[Qui ?] y virent un téton !) et deux nouveaux timbres furent émis, au type dit à « inscription maigre » qui ne donna toujours pas satisfaction au ministre des Postes :
- 10 centimes rouge
- 35 centimes violet

## L'émission de 1907

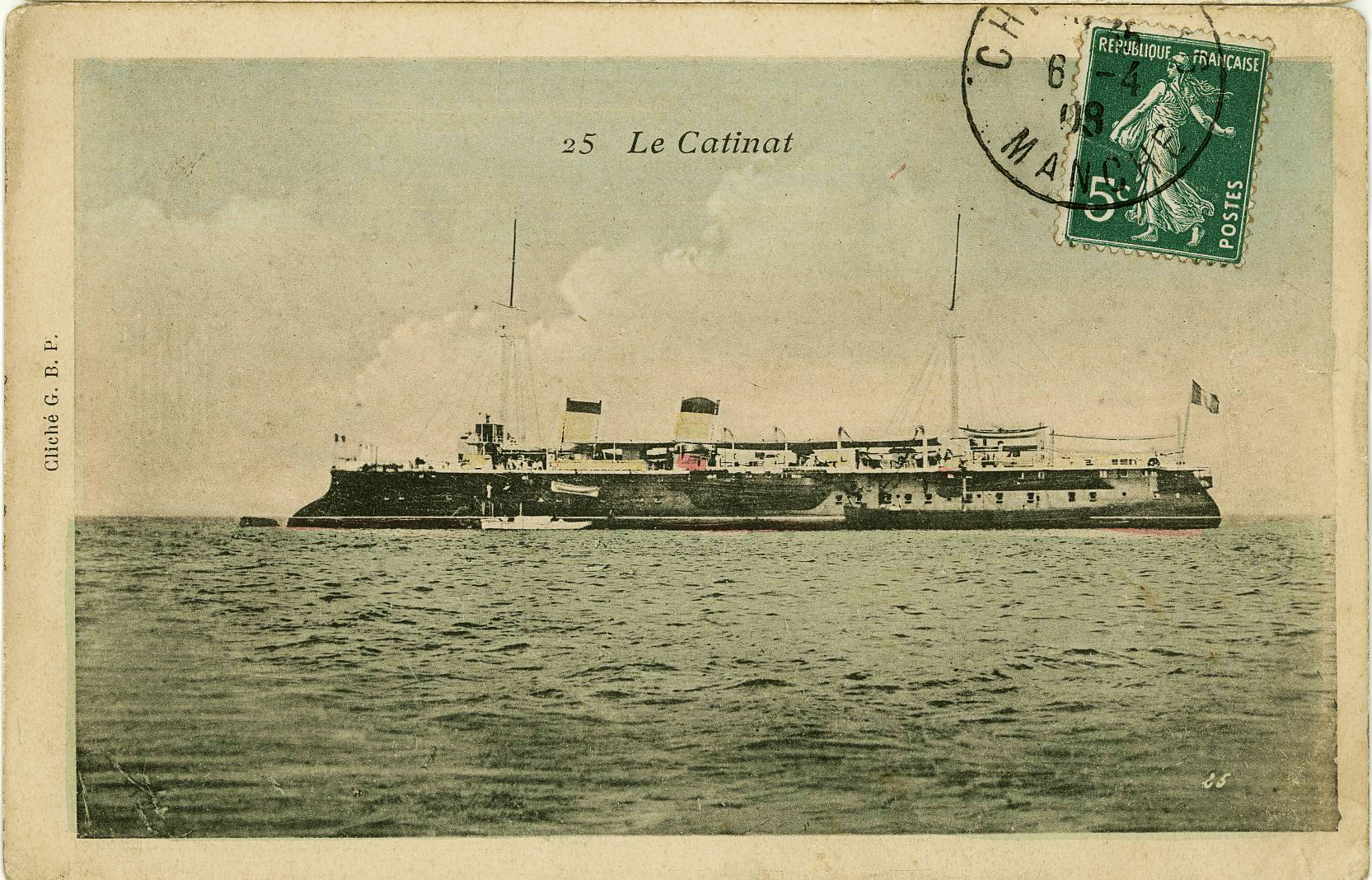
Le 5 centimes vert oblitéré au 6 avril 1908 sur une carte postale.

L'impression de cette série est faite par typographie à plat et rotative et est dite à « inscription grasse ». La décision d'émettre ce type de timbre fut prise le 15 janvier 1907.
- 5 centimes vert : émis pour la première fois le 6 mars 1907 en carnet de 40 timbres[3]. Il est destiné aux envois sous forme de carte postale, illustrée ou non.
- 10 centimes orange, pour les lettres (max. 15 g)
- 20 centimes brun
- 25 centimes bleu
- 30 centimes jaune
- 35 centimes violet

- Émission spéciale 1914-1918 : 10 centimes orange surtaxé au profit de la Croix Rouge + 5 centimes.
- Préoblitéré : 5 centimes vert contremarqué « Postes Paris 1920 »

## Deuxième série: émission de 1922
- 5 centimes jaune, existe en préoblitéré « Postes Paris 1920 »
- 10 centimes vert
- 30 centimes orange

## Troisième et quatrième série: émission de 1925
- 15 centimes marron
- 30 centimes lilas
- 30 centimes bleu clair
- 40 centimes brun-olive
- 1,05 franc orange

## Cinquième série: émission de 1926

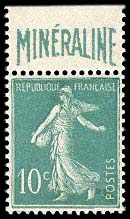
Le 10 centimes vert clair avec bandelette publicitaire « Minéraline » (1927).

- 10 centimes vert clair à inscription maigre
- 20 centimes lilas-rose
- 40 centimes orange
- 1,40 franc rose

## Sixième série: émission de 1927
- 25 centimes jaune-brun
- 40 centimes violet
- 1,10 franc rose
- Carnet 5 centimes + 10 centimes « Strasbourg 1927 »

## Septième série: émissions de 1928-1931
- 40 centimes outremer, existe avec surcharge « Caisse d'amortissement + 10 c ».
- 2 francs vert-bleu

## Huitième série: émissions de 1932-1937
- 1 centime bistre-olive (on trouve la surcharge « 1/2 centime »)
- 1 centime marron clair (et beige)
- 2 centimes vert foncé
- 3 centimes orange
- 5 centimes rose
- 10 centimes outremer
- 30 centimes rouge brique
- 35 centimes vert (on trouve la surcharge « 30 c » en rouge jusqu’au 22 septembre 1941)

Les émissions s'arrêtent en décembre 1940.